# Liste der altkatholischen Bischöfe von Deventer
Die Liste der altkatholischen Bischöfe von Deventer umfasst alle Personen, die Bischöfe des altkatholischen Bistums Deventer waren.
- Bartholomeus Johannes Bijeveld (25. Januar 1758 – 20. Juni 1778)
- Nicolaas Nelleman (28. Oktober 1778 – 5. Mai 1805)
- Gisbertus Cornelius de Jong (7. November 1805 – 9. Juli 1824)
- Wilhelmus Vet (7. Oktober 1824 – 7. März 1853)
- Hermann Heykamp (12. April 1853 – 28. Oktober 1874)
- Cornelius Diependaal (30. Juni 1875 – 22. November 1893)
- Nicolaus Bartholomeus Petrus Spit (19. Februar 1894 – 24. Mai 1929)
- Johannes Hermannus Berends (29. August 1929 – 24. Juli 1941)
- Engelbertus Lagerwey (2. Oktober 1941 – 13. März 1959)
- Petrus Josephus Jans (7. Juli 1959 – 1979, † 1994)
- Antonius Jan Glazemaker (8. Dezember 1979 – 6. Februar 1982, bisher letzter Bischof von Deventer; 1982–2000 Erzbischof von Utrecht)